# タンポポアブラムシ

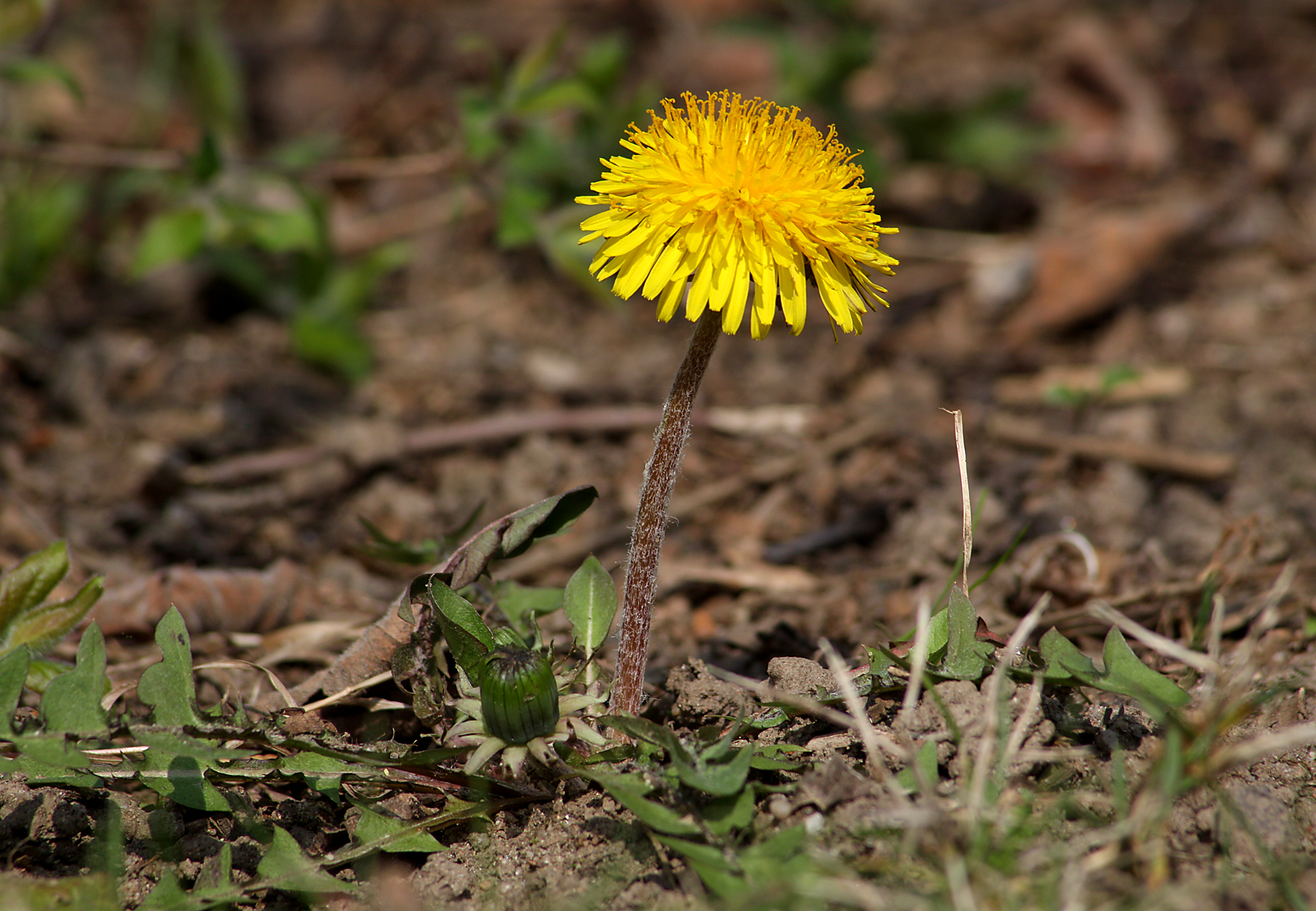
寄主植物のセイヨウタンポポ

タンポポアブラムシ（学名：Aphis taraxacicola）は、カメムシ目・アブラムシ科に分類されるアブラムシの一種。

## 特徴
体は暗緑色。
タンポポを生活の場としており、とくに休眠して落葉することのないセイヨウタンポポを好む。トビイロアリやイエヒメアリといったアリ類と共生する。4月から10月下旬にかけて出現する。